# 陳一鶴老宅
陳一鶴老宅位於臺灣臺南市中西區，為臺南市歷史建築十景之一。該建築於2022年12月19日公告為臺南市的直轄市定古蹟。
該建物的風格為和洋融合，高兩層樓。

## 沿革
陳一鶴原籍臺南官田，是臺南市文獻委員會與臺南市美術研究會的成員。該宅是因陳一鶴原服務於臺大醫院的父親陳天一欲返鄉執業而興建，之後建於日昭和五年（1930年）。但因為陳天一在昭和二年（1927年）殉職，所以他本人並未入住此建築。日後陳一鶴在此建築內執業看診的時候，曾將一樓大廳兩側的房間改為診間跟病房。
2021年該建物因有遭拆除出售的疑慮，臺南文史界人士向臺南市政府文化局通報後，於該年11月26日將這棟房屋列為暫定古蹟。而後該建物在2022年12月19日公告為臺南市的直轄市定古蹟。